# Виктор Бологан
Виктор (Виорел) Бологан (на румънски: Victor Viorel Bologan) е молдовски шахматист, гросмайстор от 1991 г.

## Биография
Роден е на 14 декември 1971 г. в Кишинев, тогава в Молдавската съветска социалистическа република на СССР. Той е второто дете в семейството си и има четирима братя. Баща му работи като специалист в областта на информатиката, а майка му е преподавателка по испански език.
През 1988 г. Бологан завършва училище със засилено изучаване на испански език. На следващата година е приет да учи в Мовсковския институт по физическа култура, където се дипломира четири години по-късно. През 1993 г. продължава обучението си в Академията по физическа култура и спорт. Три години по-късно молдовецът защитава дисертация на тема „Комплексната тренировка на силните шахматисти“.
През 2001 г. Виктор Бологан се жени за балерината Маргарита Макарова, с която имат дъщеря.

## Шахматна кариера
Научава се да играе шахмат от баща си, когато е на седем години. През 1981 г. започва да практикува играта с треньор. Три години по-късно става кандидат-майстор. През 1986 г. се занимава с молдовския шахматист Вячеслав Чебаненко.
Първите значителни успехи в шахматната си кариера, Бологан постига през 1989 г., когато дели 1-3 м. с Борис Гелфанд и Алексей Широв на юношеското първенство на Съветския съюз.
През 1991 г. покрива нормите за гросмайстор. Званието му е дадено през октомври 1991 г. на Конгреса на ФИДЕ. Същата година Бологан участва на последното първенство на Съветския съюз и заема седмо място.
Молдовецът седем години играе за шахматния клуб „Дрезден“ в Бундеслигата (Германия). В периода 1993-1995 година играе за френския клуб „Белфор“. През 1995-1997 година е в състава на клуба „Таттрансгаз“ (Казан). С този клуб Бологан печели Купата на европейските шампиони през 1996 г.
През 1997 г. участва на световното индивидуално първенство в Гронинген (Холандия), провеждащо се по системата на директните елиминации. Бологан отпада във втория кръг.
През 1997 г. решава да прекрати шахматната си кариера и да се захване с бизнес. Поради икономическата криза в Русия, обаче, решава да се завърне в шахмата година по-късно.

## Турнирни резултати
- 1991 –  Ксанти (1-2 м. с Крум Георгиев)[1];  Юрмала (1 м.)[2]
- 1993 –  Лас Палмас (1 м. на „Б“ турнира)[3];  Острава (1 м.)[4];
- 2000 –  Минск (1 м.);  Пекин (1 м.);  Буенос Айрес (1-4 м. с Юдит Полгар, Найджел Шорт и Анатоли Карпов на Мемориал „Мигел Найдорф“)
- 2001 –  Памплона (1 м.)
- 2002 –  Памплона (1-2 м. с Рустам Касимджанов)
- 2003 –  Москва (1 м. на „Аерофлот Оупън“)
- 2005 –  Сараево (1-2 м. с Иван Соколов на турнира „Босна“)

## Отборни прояви

### Участия нашахматни олимпиади
| Година | Организатор | Отбор   | Класиране (отборно) | Дъска |
| 1992   | Манила      | Молдова | 35                  | Първа |
| 1994   | Москва      | Молдова | 41                  | Първа |
| 1996   | Ереван      | Молдова | 45                  | Първа |
| 1998   | Елиста      | Молдова | 37                  | Първа |
| 2002   | Блед        | Молдова | 31                  | Първа |
| 2004   | Калвия      | Молдова | 36                  | Първа |
| 2006   | Торино      | Молдова | 18                  | Първа |

### Участия наевропейски първенства
| Година | Организатор | Отбор   | Класиране (отборно) | Дъска |
| 1992   | Дебрецен    | Молдова | 17                  | Първа |